# Joszef Garfinkel
Joszef Garfinkel (nemzetközileg, angol helyesírással leggyakrabban: Yosef Garfinkel, héberül: יוסף גרפינקל; Haifa, Izrael, 1956. július 23.) Izraeli régész, a Jeruzsálemi Héber Egyetem történelemelőtti régészetének és a bibliai időszaki régészetének professzora.
Fő kutatási területe a Közel-Kelet történelemelőtti korszaka, amelyben a világ legkorábbi faluközösségei alakultak ki a földművelés kezdeteivel. Számtalan neolitikus és kalkolitikus lelőhelyet tárt fel, többek között Geser, Jiftahel, az újkőkori Askelón, Sár Hagolan, Tel Ali és Tel Tsaf.
Garfinkel 15 könyvet és több mint 100 cikket írt az újkőkori és ókori építészetről, gazdálkodásról, vízforrásokról, fazekasságokról, művészetről, vallásról és táncról.

## Életrajza
Joszef (Josszi – Yossi) Garfinkel 1956-ban született Haifában, Izraelben.
1981-ben fejezte be földrajzi és a régészeti tanulmányait a Jeruzsálemi Héber Egyetemen. 1987-ben szerzett diplomát bibliai régészetből is.
1983 és 1987 között ugyanitt kutatói asszisztenseként dolgozott és ásatásokat folytatott Alsó-Galileában a Jiftahel (Yiftachel) régészeti lelőhelyen. 1986 és 1987 között Garfinkel végezte az első feltárásokat a Jordán völgyében a Geser régészeti lelőhelyen.
1989 és 1990 között, majd 1996 és 2004 között végzett régészeti feltárásokat a Sár Hagolan közelében található régészeti lelőhelyen, ahol a  Jarmúki-kultúrához tartozó falut tártak fel a neolitikus fazekasság korából.
1989-90-ben Garfinkel két ásatást végzett a Tel-Eliben, a Kineret-tótól délre, a Jordán-völgyben.
1992-ben Amnon Ben-Tor professzor és Naama Goren-Inbar professzor irányítása mellett szerzett doktori fokozatot „Az anyagi kultúra a Jordán-völgyben a korai kerámia neolitikus és korai kalkolitikus időszakokban” című disszertációjával.
1992-ben fejezte be posztdoktori tanulmányait az Egyesült Államokban a Harvard Egyetemen.
A Jarmuki Kultúra múzeumának kurátora a Sár Hagolan Kibucban.
2007-ben kezdett ásatásokat folytatni Kirbet Kejafa (Khirbet Qeiyafa) erődített városában. Ez a lelőhely az i. e. X. század elejéről, a bibliai Dávid király korából származik. 2008-ban feliratot fedeztek fel egy fazékon, amely valószínűleg korai alfabetikus, protoföníciai. Ez lehet a legkorábbi héber felirat, amit valaha is találtak, bár a felirat tényleges nyelve még mindig vitatott.
2013-tól Tel Lahisban (Tel Lachish) végzett ásatásokat vaskori erődítmények feltárásával.

## Általa vezetett ásatások
- Tel Lahis (Tel Lachish)
- Kirbet Kejafa (Khirbet Qeiyafa)

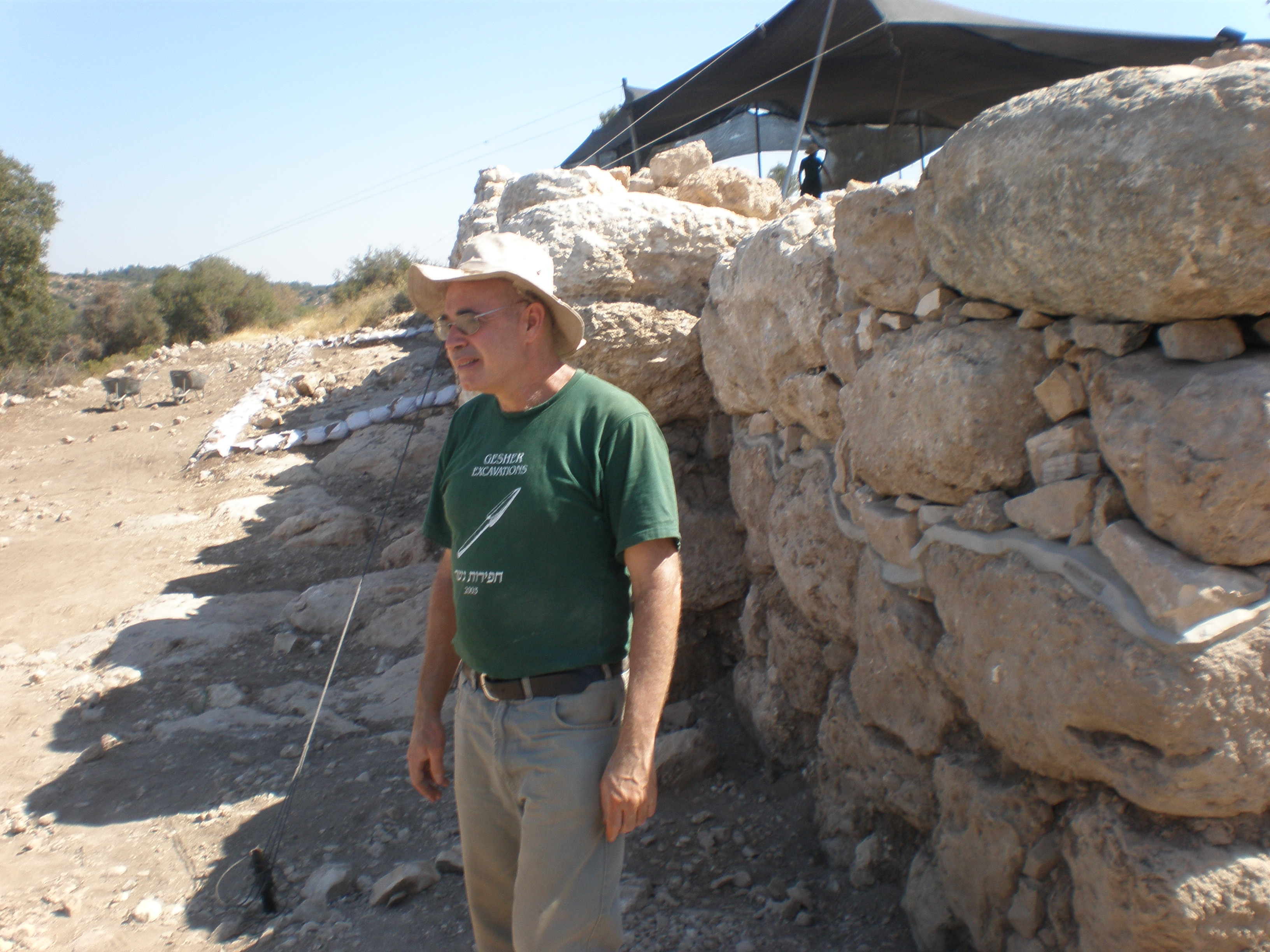
Kirbet Kejafa falainál 2009-ben

- Tel Tsaf: 2004 – előzetes felmérés, 2006 – első ásatási évad
- Sár Hagolan (Sha'ar HaGolan)
- Jiftahel (Yiftahel)
- A neolitikus Askelón
- Geser (Gesher)

## Könyvei
- Pottery Assemblages of Sha'ar HaGolan and Rabah Stages from Munhata, (Israel) (~Sár Hagolan és Rabah fazekasság leletei Munhata lelőhelyről , (Izrael)), Paris: Association Paléorient, 1992
- Human and Animal Figurines of Munhata, Israel (~Ember és állatfigurák Munhata lelőhelyről), Paris: Association Paléorient, 1995
- Neolithic and Chalcolithic Pottery of the Southern Levant (~Dél-levantei újkőkori és kőrézkori fazekasság), (Qedem 39). Jerusalem: Institute of Archaeology, Hebrew University, 1999
- Yosef Garfinkel-M. Miller: Sha'ar HaGolan Vol 1. Neolithic Art in Context, Oxford: Oxbow, 2002
- Dance at the Dawn of Agriculture (~Tánc a földművelés hajnalán), Austin: Texas University Press, 2003
- The Goddess of Sha'ar HaGolan. Excavations at a Neolithic Site in Israel (~Sár Hagolan istennője. Ásatások egy neolitikus lelőhelyen Izraelben.), Jerusalem: Israel Exploration Society, 2004
- Yosef Garfinkel-D. Dag: Gesher: A Pre-Pottery Neolithic A Site in the Central Jordan Valley, Israel, A Final Report. (~Fazekasságelőtti újkőkori lelőhely a Jordán völgyének középső régiójában, Izraelben. Befejező tájékoztató a feltárásról.), Berlin: Ex Oriente, 2006
- Yosef Garfinkel-S. Cohen: The Early Middle Bronze Cemetery of Gesher. Final Excavation Report (Geser korai középső bronzkori temetője. Befejező tájékoztató az ásatásról.), AASOR 62. Boston: American Schools of Oriental Research, 2007
- Yosef Garfinkel-D. Dag: Neolithic Ashkelon (~A neolitikus Askelón), (Qedem 47). Jerusalem: Institute of Archaeology, Hebrew University, 2008
- O. Bar-Yosef-Yosef Garfinkel: The Prehistory of Israel. Human Cultures before Writing (~A történelemelőtti Izrael. Az emberi kultúra az írásbeliség előtt.), Jerusalem: Ariel (Hebrew), 2008

## Ismeretterjesztő filmekben
- Inside Jerusalem: Identity and the Ancient Past (amerikai dokumentumfilm, 2011, rendezte: Peter Hagyo-Kovacs)
- Mítoszvadászok (Myth Hunters, magyar címváltozat: Mítoszok nyomában, brit-ausztrál ismeretterjesztő filmsorozat 2012–2013) 11. rész, 2013, Fosztogató Ron és az elveszett frigyláda (Raider Ron and the Lost Ark) (monoteista házioltár leletek)
- Az ereklyék titkai (Treasures Decoded, angol ismeretterjesztő filmsorozat, 2013-) II. évad 5. rész – A frigyláda (The Ark of the Covenant, rendezte: Jo Locke) (szintén a monoteista házioltárokkal kapcsolatosan)
- London et Kirschenbaum (izraeli tévéfilmsorozat, 2003–), a 2015. június 17-én bemutatott epizódban

## Fordítás
- Ez a szócikk részben vagy egészben  a(z)   יוסף גרפינקל című héber Wikipédia-szócikk ezen változatának fordításán alapul.  Az eredeti cikk szerkesztőit annak laptörténete sorolja fel. Ez a jelzés csupán a megfogalmazás eredetét és a szerzői jogokat jelzi, nem szolgál a cikkben szereplő információk forrásmegjelöléseként.
- Ez a szócikk részben vagy egészben  a   Yosef Garfinkel című angol Wikipédia-szócikk ezen változatának fordításán alapul.  Az eredeti cikk szerkesztőit annak laptörténete sorolja fel. Ez a jelzés csupán a megfogalmazás eredetét és a szerzői jogokat jelzi, nem szolgál a cikkben szereplő információk forrásmegjelöléseként.